# Ellen Greene
Ellen Greene (New York, 22 febbraio 1951) è una cantante e attrice statunitense.

## Biografia
Ellen Greene è nata a Brooklyn (New York). Suo padre era dentista, sua madre consigliere governativo. Si è sposata due volte, senza mai avere figli: prima con Tibor Hardik dal 1990 al 2003; poi con il musicista Christian Klikovits dal 2003 al 2007.
Ha partecipato a diversi programmi televisivi e spettacoli teatrali, ma è soprattutto nota per il ruolo di Audrey nel celebre musical La piccola bottega degli orrori. È comparsa nel telefilm Heroes nei panni di Virginia Gray, mamma di Sylar.
Dal 2007 al 2012 ha avuto un ruolo principale nella serie televisiva Pushing Daisies (in onda sul canale ABC) dove ha interpretato il personaggio di Vivian Charles.

## Filmografia

### Attrice

#### Cinema
- Stop a Greenwich Village (Next Stop, Greenwich Village), regia di Paul Mazursky (1976)
- I'm Dancing as Fast as I Can, regia di Jack Hofsiss (1982)
- La piccola bottega degli orrori (Little Shop of Horrors), regia di Frank Oz (1986)
- Lei, io e lui (Ich und er), regia di Doris Dörrie (1988)
- Talk Radio, regia di Oliver Stone (1988)
- Alza il volume (Pump Up the Volume), regia di Allan Moyle (1990)
- A scuola di ballo (Stepping Out), regia di Lewis Gilbert (1991)
- Presagio di morte (Father & Sons), regia di Paul Mones (1992)
- Una pallottola spuntata 33⅓ - L'insulto finale (Naked Gun 33⅓: The Final Insult), regia di Peter Segal (1994)
- Wagons East!, regia di Peter Markle (1994)
- Léon, regia di Luc Besson (1994)
- Killer - Diario di un assassino (Killer: A Journal of Murder), regia di Tim Metcalfe (1995)
- Una maledetta occasione (An Occasional Hell), regia di Salomé Breziner (1996)
- Un giorno... per caso (One Fine Day), regia di Michael Hoffman (1996)
- States of Control, regia di Zachary Winestine (1997)
- Jaded, regia di Caryn Krooth (1998)
- Alex in Wonder, regia di Drew Ann Rosenberg (2001)
- The Cooler, regia di Wayne Kramer (2003)
- Love Object, regia di Robert Parigi (2003)
- Privileged - Giovane e ribelle (Privileged), regia di Jonah Salander (2010)
- Muddy Corman, regia di Jon McDonald (2016)
- Il resort dell'amore (Love's Last Resort), regia di Brian Herzlinger (2017)

#### Televisione
- Miami Vice – serie TV, episodio 1x18 (1985)
- Pranzo alle otto (Dinner at Eight) – film TV (1989)
- CBS Summer Playhouse – serie TV, episodio 3x09 (1989)
- Cybill – serie TV, episodi 1x02-1x04 (1995)
- Law & Order - I due volti della giustizia (Law & Order) – serie TV, episodio 6x01 (1995)
- X-Files (The X-Files) – serie TV, episodio 9x13 (2002)
- Crossing Jordan – serie TV, episodio 1x23 (2002)
- Heroes – serie TV, episodi 1x21-3x24-4x06 (2007-2009)
- Pushing Daisies – serie TV, 15 episodi (2007-2009)
- Febbre d'amore (The Young and the Restless) – serial TV, 11 puntate (2011)
- A passo di danza (Bunheads) – serie TV, episodi 1x02-1x06 (2012)
- Hannibal – serie TV, episodio 1x07 (2013)
- The Walking Dead: The Oath – serie web, episodi 3x02-3x03 (2013)

### Doppiatrice
- Eddy e la banda del sole luminoso (Rock-a-Doodle), regia di Don Bluth e Dan Kuenster (1991)
- Jimmy fuori di testa (Re-Animated), regia di Bruce Hurwit – film TV (2006)

## Doppiatrici italiane
Nelle versioni in italiano dei suoi film, Ellen Greene è stata doppiata da:
- Susanna Javicoli in La piccola bottega degli orrori
- Emanuela Rossi in Talk Radio
- Silvia Pepitoni in Una pallottola spuntata 33⅓ - L'insulto finale
- Alessandra Korompay in Léon, The Walking Dead: The Oath
- Pinella Dragani in Un giorno... per caso
- Aurora Cancian in Heroes
- Tiziana Avarista in Pushing Daisies

Da doppiatrice è sostituita da:
- Rossella Acerbo (dialoghi) e Rossana Casale (canto)  in Eddy e la banda del sole luminoso
- Anna Lana in Jimmy fuori di testa